# Termitereca
Termitereca is een geslacht van hooiwagens uit de familie Assamiidae.
De wetenschappelijke naam Termitereca is voor het eerst geldig gepubliceerd door Roewer in 1940. 

## Soorten
Termitereca is monotypisch en omvat slechts de volgende soort:
- Termitereca singularis